# Ukraińska Ludowa Republika Rad
Ukraińska Ludowa Republika Rad (ukr. Українська Народна Республіка Рад) – marionetkowe państwo, utworzone przez bolszewików na Ukrainie jesienią 1917.
Ukraińską Ludową Republikę Rad utworzyła grupa działaczy bolszewickich, która nie pogodziła się z ogłoszeniem powstania Ukraińskiej Republiki Ludowej przez Ukraińską Centralną Radę w listopadzie 1917.
Po porażce poniesionej na Wszechukraińskim Zjeździe Rad Delegatów Chłopskich, Żołnierskich i Robotniczych w Kijowie (17 grudnia 1917) i nieudanej próbie przejęcia siłą władzy w Kijowie, grupa ta zwołała na 25 grudnia 1917 alternatywny Wszechukraiński Zjazd Rad do Charkowa, gdzie delegaci bolszewiccy proklamowali powstanie Ukraińskiej Ludowej Republiki Rad i powołali jej Sekretariat Ludowy. Nazwa była świadomą kopią nazwy Ukraińskiej Republiki Ludowej (ukr. Українська Народна Республіка), a Sekretariat Ludowy kopią nazwy Sekretariatu Generalnego wyłonionego przez Ukraińską Centralną Radę w czerwcu 1917. Republika niezwłocznie przystąpiła do tworzenia swoich regularnych oddziałów zbrojnych, którym nadano nazwę Czerwonych Kozaków.
„Rząd” Ukraińskiej Ludowej Republiki Rad, natychmiast „zaprosił” oddziały bolszewickie na swoje terytorium. W konsekwencji rosyjskie oddziały podporządkowane bolszewikom (od lutego 1918 – Armia Czerwona) natychmiast zaatakowały i okupowały przez styczeń i luty 1918 część terytorium Ukraińskiej Republiki Ludowej. W dniach 20 marca 1918 Ukraińską Ludową Republikę Rad zjednoczono z Doniecko-Krzyworoską Republiką Radziecką w jedno państwo ze stolicą w Charkowie, gdzie miał siedzibę Sekretariat Ludowy.
Wraz z podpisaniem traktatu brzeskiego wojska niemieckie wraz z armią URL usunęły Armię Czerwoną z terytorium Ukrainy, w tym z terytoriów obejmowanych przez Ukraińską Ludową Republikę Rad, a Rada Komisarzy Ludowych Rosji Sowieckiej zawarła zawieszenie broni z Państwami Centralnymi, uznała niepodległość Hetmanatu, rozpoczęła z nim rozmowy o zawarciu pokoju i wytyczeniu granic i podpisała 12 czerwca 1918 preliminaryjny traktat pokojowy z Państwem Ukraińskim. Ukraińska Ludowa Republika Rad jako twór państwowy przestała w ten sposób istnieć.